# جو روس
جو روس (بالإنجليزية: Joe Ross)‏ هو لاعب كرة قاعدة أمريكي، ولد في 21 مايو 1993 في بيركيلي في الولايات المتحدة.

## وصلات خارجية
- جو روس على موقع دوري كرة القاعدة الرئيسي (الإنجليزية)
- جو روس على موقعبيزبول رفرنس.كوم (الدوري الرئيسي) (الإنجليزية)
- جو روس على موقعبيزبول رفرنس.كوم (الدوري الثانوي) (الإنجليزية)
- جو روس على موقع إي إس بي إن.كوم (أم.أل.بي) (الإنجليزية)
- جو روس على موقع مشجعي الرسوم البيانية (الإنجليزية)